# 亞洲公路1號線
亞洲公路1號線（英語：Asian Highway 1），编号為，是亞洲公路網系統中最長的一條公路，全长20,557公里。該公路起始於日本東京，經日本、韓國、朝鮮、中國大陸、香港、越南、柬埔寨、泰國、緬甸、孟加拉、印度、巴基斯坦、阿富汗、伊朗、土耳其，最終至土耳其與保加利亞邊境与亞洲公路5號線汇合并连接歐洲E80公路。

## 历史
亞洲公路網是亞洲各國與聯合國亞太經濟與社會委員會（ESCAP）改善亞洲公路系統的合作計劃、亞洲陸路交通基建發展計劃（ALTID）三大工程之一。
計劃由聯合國在1959年倡導，但因1975年經費不繼進度被拖延下來。經社委員會在1992年第四十八次會議上通過「交通發展計劃」後逐步與成員國進行協調。
亞洲公路網跨政府協定（IGA）在2003年11月18日跨政府會議上獲得通過。2004年4月在中國大陸上海舉行的經社委員會第六十次會議上，有23個國家簽署了協定。
亞洲公路1號線東起日本東京，西至土耳其愛第尼接壤保加利亞的邊境，途經朝鮮半島、中國大陸及其他東南亞、中亞及南亞國家，以改善東亞國家、印度及俄羅斯之間的貿易。

## 整体线路
东京 －名古屋 －  大阪 － 福冈 － 渡轮 － 釜山 － 庆州 － 大邱 － 大田 － 首尔 － 板门店－ 开城 － 平壤 － 新义州 － 丹东 － 沈阳 － 北京 － 石家庄 － 郑州 － 信阳 － 武汉 － 长沙 － 湘潭 － 衡阳 － 韶关 － 广州 － 東莞 － 深圳 － 香港 － 珠海 － 茂名 －   
湛江 － 南宁 － 友谊关 － 同登 － 河内 － 永安 － 东河 － 顺化 － 岘港 － 会安 － 芽庄 － 边和－ 头顿 － 胡志明市 － 木排 － 巴域 － 金边 － 波别 － 亞蘭 － 甲民武里 － 邦芭茵－ 曼谷 － 北榄坡 － 达府 － 美索 － 苗瓦迪 － 勃亚基－ 仰光 － 密铁拉 － 曼德勒 － 塔木 － 莫雷 － 因帕尔 － 科希马 － 迪马布尔 － 瑙贡 － 约拉巴特－ 高哈蒂 － 西隆 － 道基 － 塔玛比尔 － 锡尔赫特 － 达卡 － 渡轮 － 福里德布尔 － 杰索尔 － 贝纳波尔（বেনাপোল）－ 本冈 － 加尔各答 － 巴尔希 － 坎普尔 － 阿格拉 － 新德里 － 阿塔利 － 瓦加 － 拉合尔 － 拉瓦尔品第－ 伊斯兰堡 － 哈桑阿卜杜勒 － 白沙瓦 － 多尔汗 － 喀布尔 － 坎大哈 － 迪拉腊姆 － 赫拉特 － 伊斯兰卡拉 － 多加伦 － 马什哈德 － 萨卜泽瓦尔 － 达姆甘 － 塞姆南 － 德黑兰 － 加兹温 － 大不里士 － 巴扎尔甘 － 古尔布拉克 － 多乌巴亚泽特 － 阿什卡莱 － 雷法希耶 － 锡瓦斯 － 安卡拉 － 盖雷代 － 伊斯坦布尔 － 土耳其卡皮库勒口岸 － 保加利亚卡皮丹口岸

## 各国分段线路

### 日本

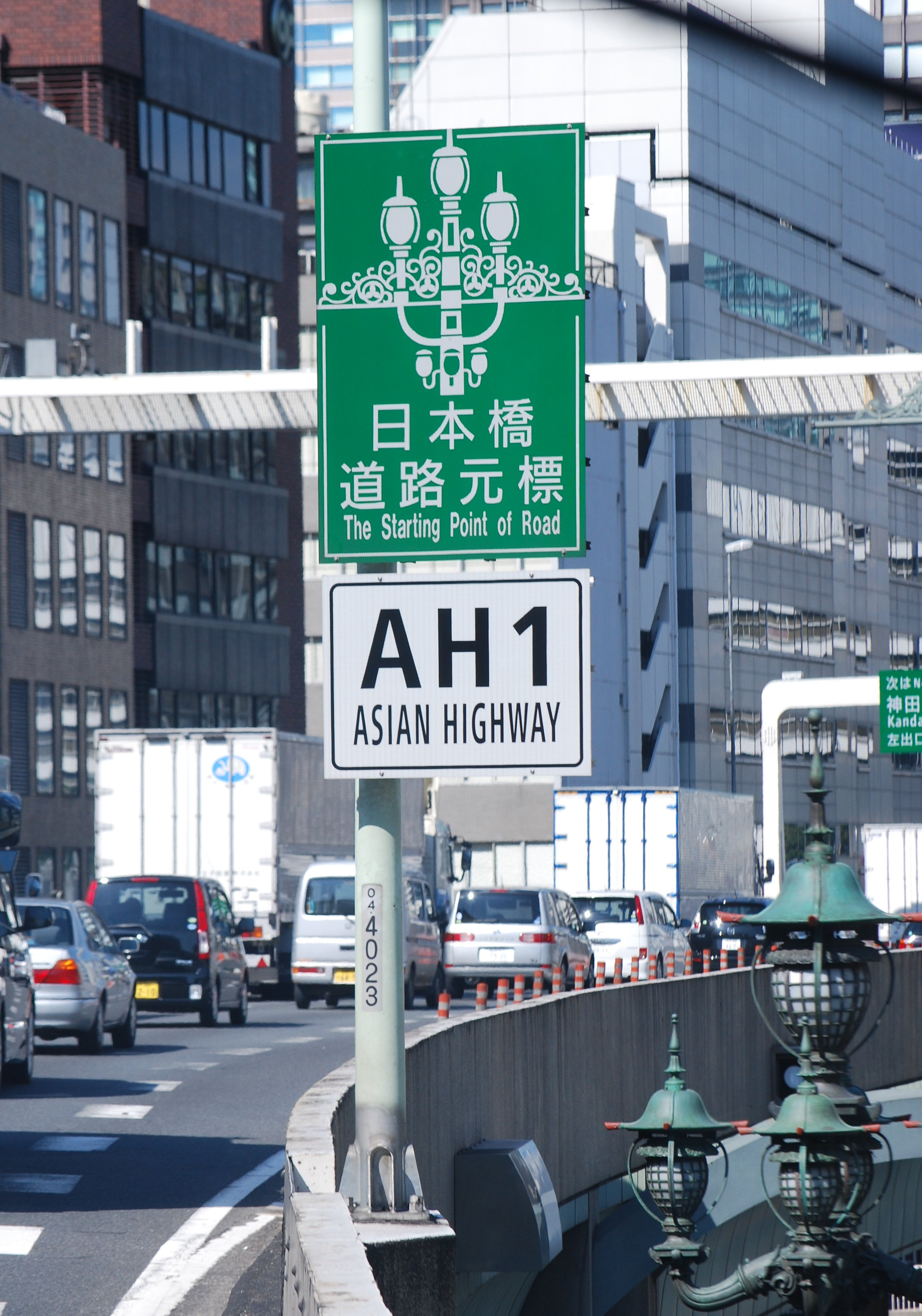
AH1位於日本東京日本橋的起點

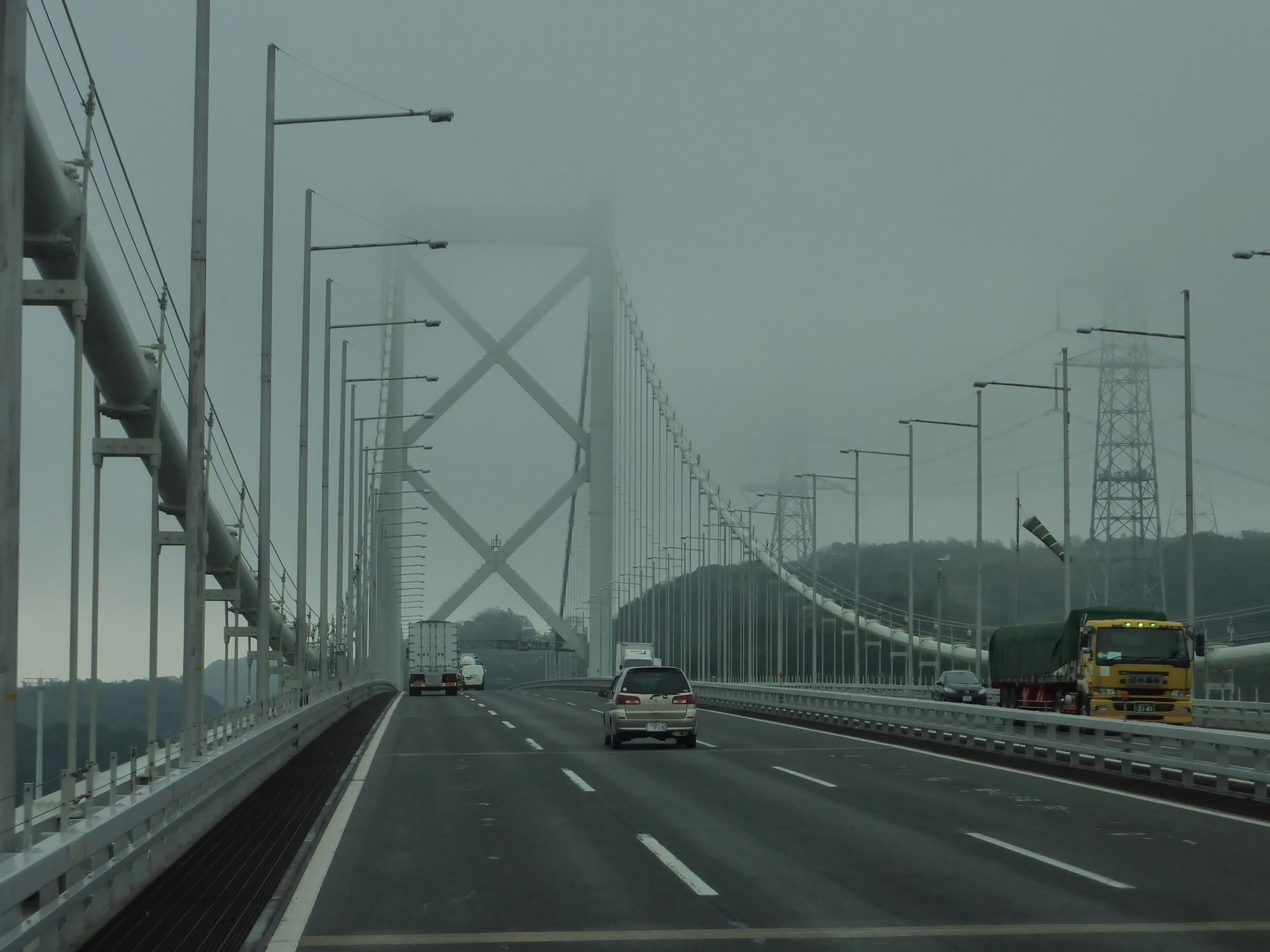
劃入AH1路段，跨越關門海峽的關門橋

全長1,108公里，於2003年12月編入，都是收費道路。
- 首都高速都心環狀線：江戶橋交流道－竹橋交流道－谷町交流道
- 首都高速3號澀谷線：谷町交流道－東京交流道
- E1 東名高速道路：東京交流道－小牧交流道
- E1 名神高速道路：小牧交流道－吹田交流道
- E2A 中國自動車道：吹田交流道－神戶交流道
- E2 山陽自動車道：神戶交流道－廿日市交流道
- E2 廣島岩國道路：廿日市交流道－大竹交流道
- E2 山陽自動車道：大竹交流道－山口交流道
- E2A 中國自動車道：山口交流道－下關交流道
- E2A 關門自動車道：下關交流道－門司交流道
- E3 九州自動車道：門司交流道－褔岡交流道
- 福岡高速4號粕屋線：福岡交流道－貝塚交流道
- 福岡高速1號香椎線：貝塚交流道－博多港
- 渡轮：博多港－日韩边界
  - 在到達褔岡後，經茶花線渡輪往南韓釜山，规划建设日韩海底隧道。[4]

### 韓國

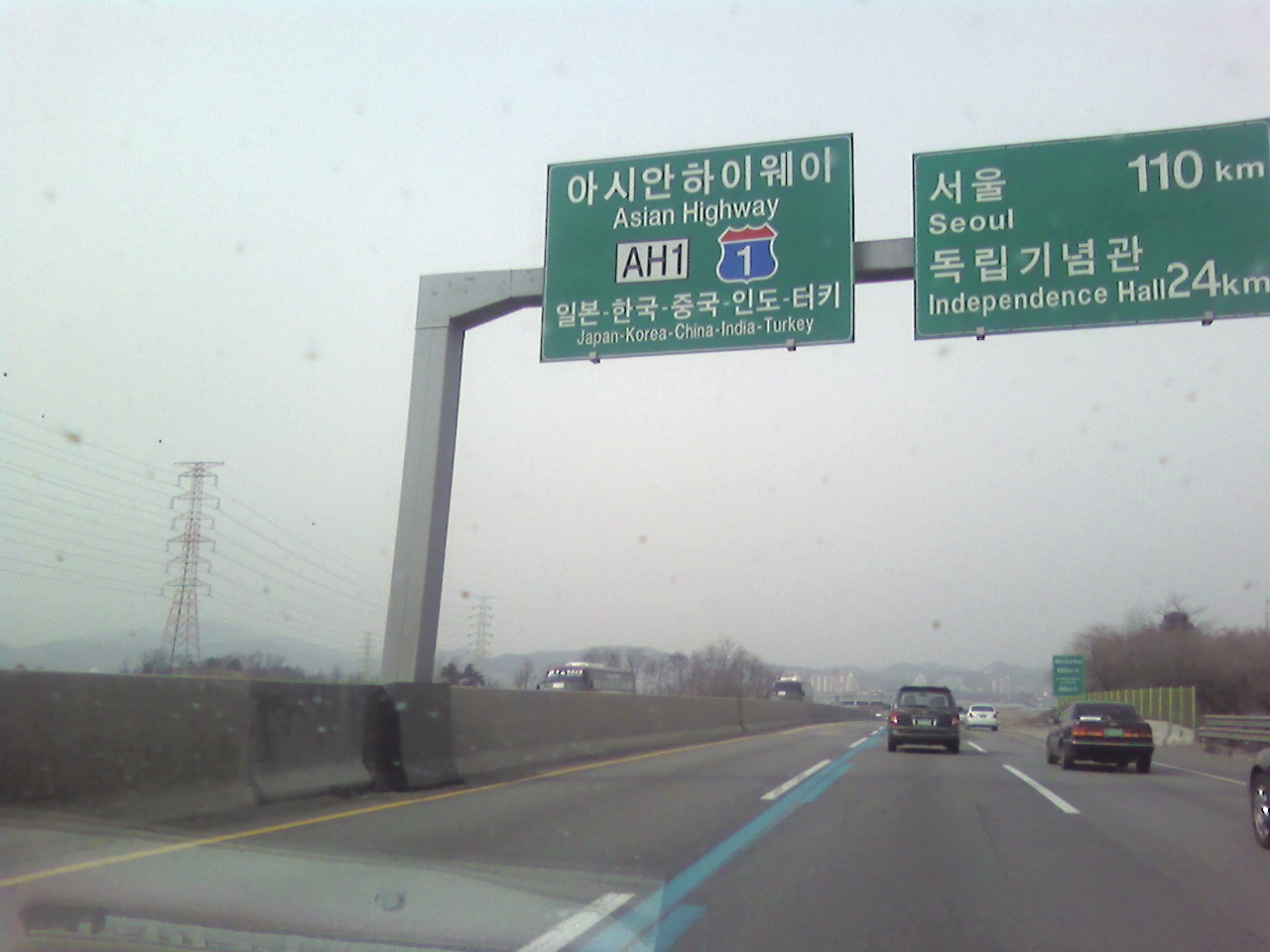
京釜高速公路在清州-木川路段間的AH1公路標誌，下方附註AH1從日本，經韓國、中國、印度等國至土耳其。

全長500公里。
在韓國路段中，主要都是途經京釜高速公路。
- 渡轮：韩日边界－釜山港
- 忠壮大路（朝鲜语：충장대로）：釜山广域市東區
- 繁榮路（朝鲜语：번영로 (부산)）: 東區－金井区：久瑞交流道（朝鲜语：구서 나들목）
- 京釜高速公路：久瑞交流道－蔚山－慶州－大邱－大田－天安－首爾特别市江南区－漢南交流道
- 首爾市區道路：汉南大路（朝鲜语：한남대로）（汉南大桥）－南山1號隧道－退溪路（朝鲜语：퇴계로）－首尔站－統一路（朝鲜语：통일로）
- 國道1號（統一路）：高阳市 - 坡州市 - 臨津江（统一大桥（朝鲜语：통일대교））－板門店
  - 在到達板門店後，開始進入朝鲜境內，但實際上在通過都羅山站的公路南北出入事務所後與朝鲜路段連接；由於兩韓處於敵對狀態，AH1南北兩段實際上不能互通。

### 

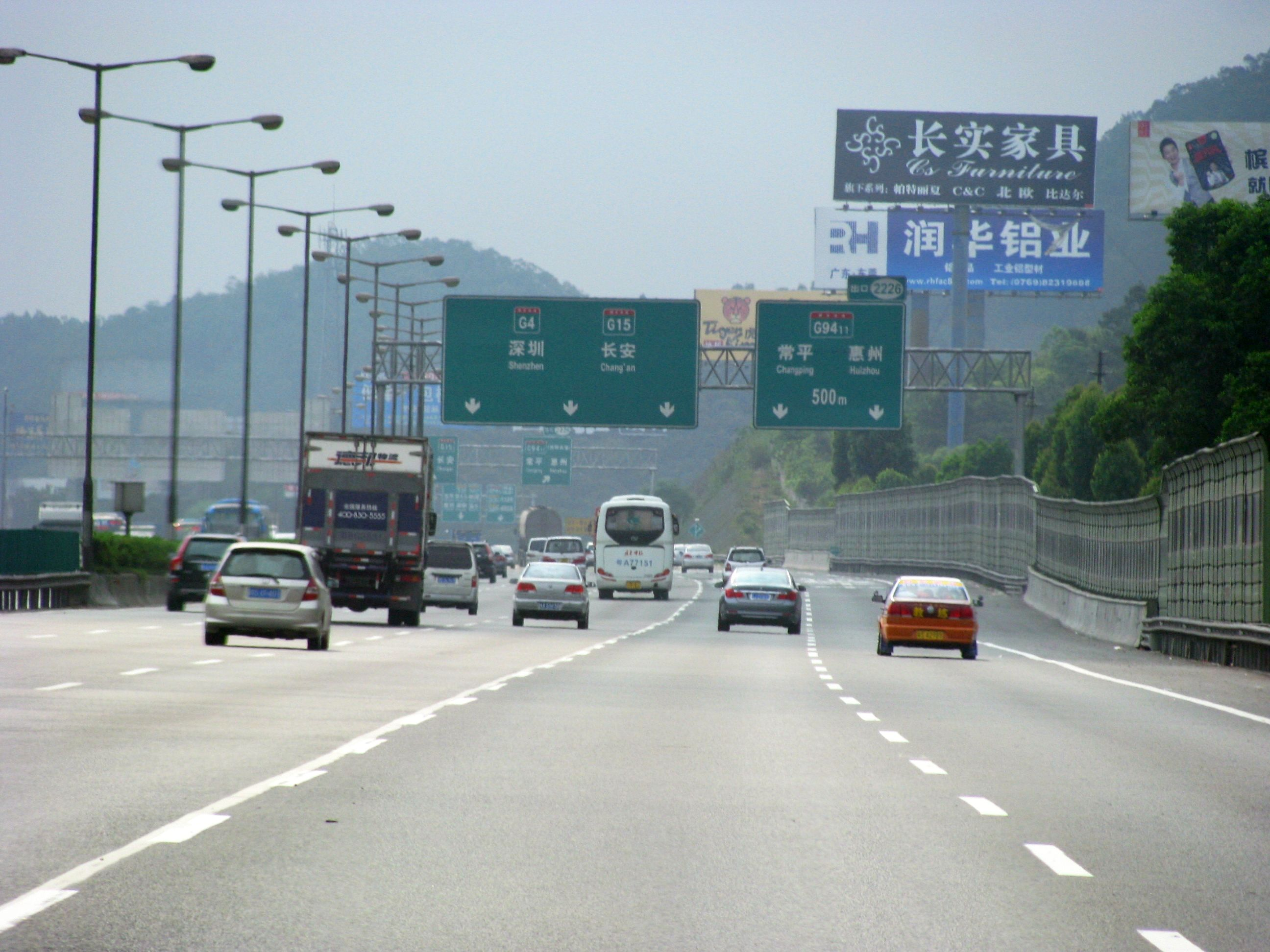
划入AH1的广深高速公路

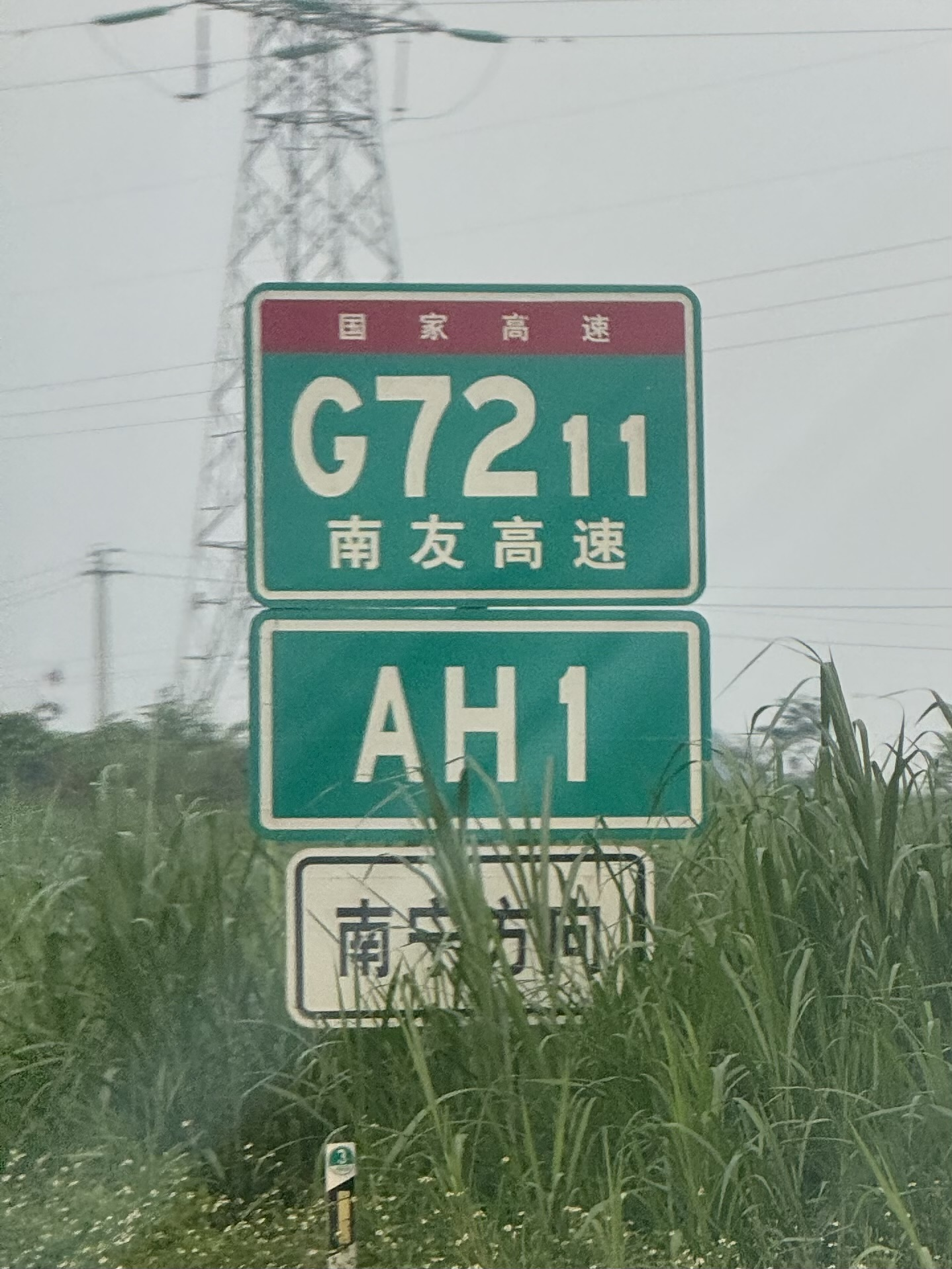
南友高速公路与亚洲公路1号线的指示牌

全長405公里。

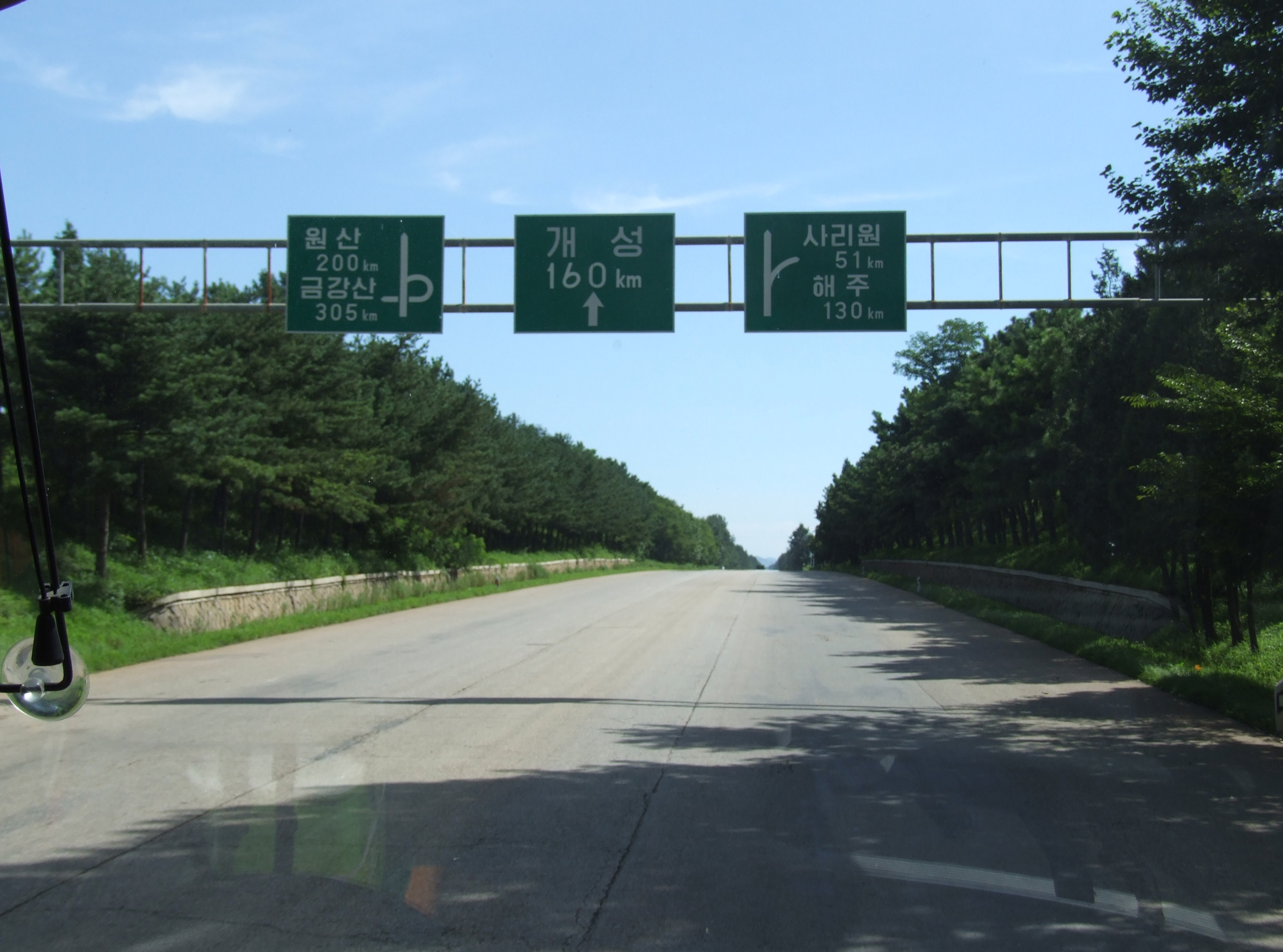
平壤開城高速公路

雖然在朝鲜境內起點為板門店，但實際上需在南韓都羅山站的公路南北出入事務所前往板門邊境檢查站，再經開城工業區進入開城市區後，才能進入平壤開城高速公路。由於南北處於敵對狀態，實際上不能利用AH1往返南北韓。2024年10月15日，朝鮮完全切断与大韩民国连接的朝鮮地区公路和铁路。AH1韓朝段徹底斷聯。
- 平开高速：板門店－開城－平壤
- 平新高速：平壤－安州－新義州
- 中朝鸭绿江界河公路大桥

### 中国大陆
全長4,283公里。
- 丹阜高速：丹東－瀋陽
- 京哈高速：瀋陽－北京
- 京港澳高速：北京－石家莊－鄭州－信陽－武漢－長沙－廣州
- 广深沿江高速公路：廣州－深圳－深圳湾口岸
- 珠三角環線高速：港珠澳大橋粵港界- 港珠澳大橋珠海口岸- 拱北隧道- 橫琴鎮
- 鶴港高速：橫琴鎮- 金灣區- 台山市
- 西部沿海高速:台山市- 陽江
- 沈海高速：陽江-茂名-湛江
- 兰海高速：湛江- 北海市- 欽州- 南寧
- 南友高速：南寧－友誼關

### 香港
全長10.9公里。
- 10號幹線：深圳灣管制站 - 深圳灣公路大橋（深港西部通道）- 港深西部公路 - 屯門藍地
- 9號幹線：屯門藍地- 屯門公路- 汀九
- 3號幹線：汀九- 青朗公路- 青馬大橋
- 8號幹線：青馬大橋- 青嶼幹線- 欣澳- 北大嶼山公路-順朗路-港珠澳大橋管制站
- 港珠澳大橋香港連接路:港珠澳大橋管制站-觀景山隧道-  珠三角环线高速港珠澳大橋粵港界

### VNM

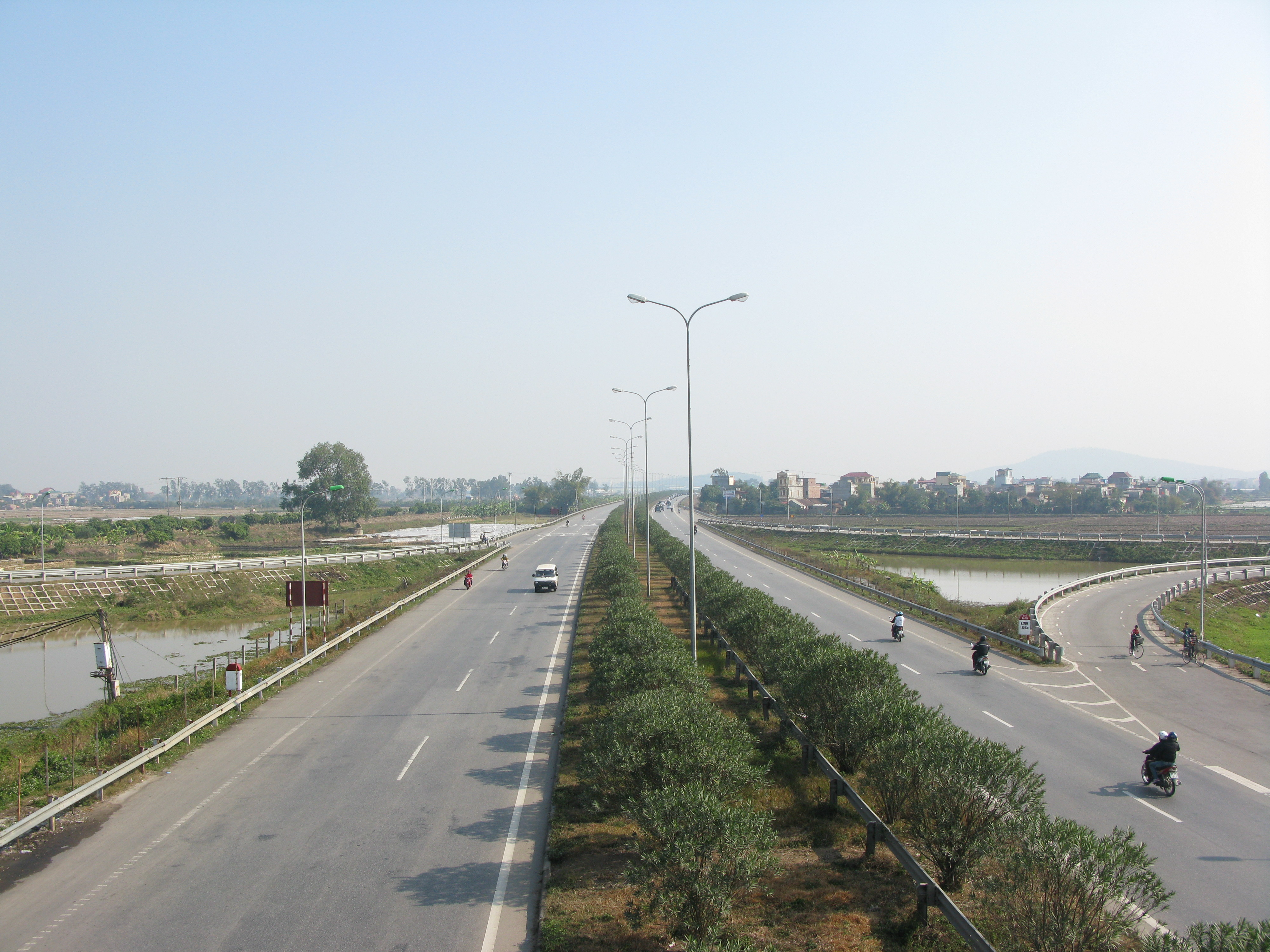
慈山境内的国道1号（越南）

### 越南
全長2,063公里。
- 国道1号：友誼關－枝陵
- 南北高速公路東線：枝陵－北江－北寧－寧協交流道（河內）
- 河內三環高速公路: 寧協交流道－法雲交流道
- 南北高速公路東線：法雲交流道（河內）－府里－华閭－清化－演州－榮市－Bãi Vọt交流道
  -  国道8号（臨時）：Bãi Vọt交流道－鴻嶺
- 國道1號：鴻嶺－河靜－洞海－東河
  -  國道9號（臨時）：東河－甘露
- 南北高速公路東線：甘露－榮市－峴港－三岐－廣義
- 國道1號：廣義－歸仁－綏和－芽莊
- 南北高速公路東線：芽莊－柑林－潘郎-塔占－永好－潘切－锦美交流道
- 胡志明市－隆城－油之高速公路：锦美交流道－二環路交流道（胡志明市）
  - 胡志明市二環路（臨時）：二環路交流道－科技園區
  - D1路 （臨時）
  -  河內公路（臨時）：D1路口－2號站交流道
- 國道1號：2號站交流道－An Sương交流道
- 国道22号：An Sương交流道（胡志明市）－木排（英语：Mộc Bài）
  -  國道51號（支线）：邊和－頭頓

### KHM

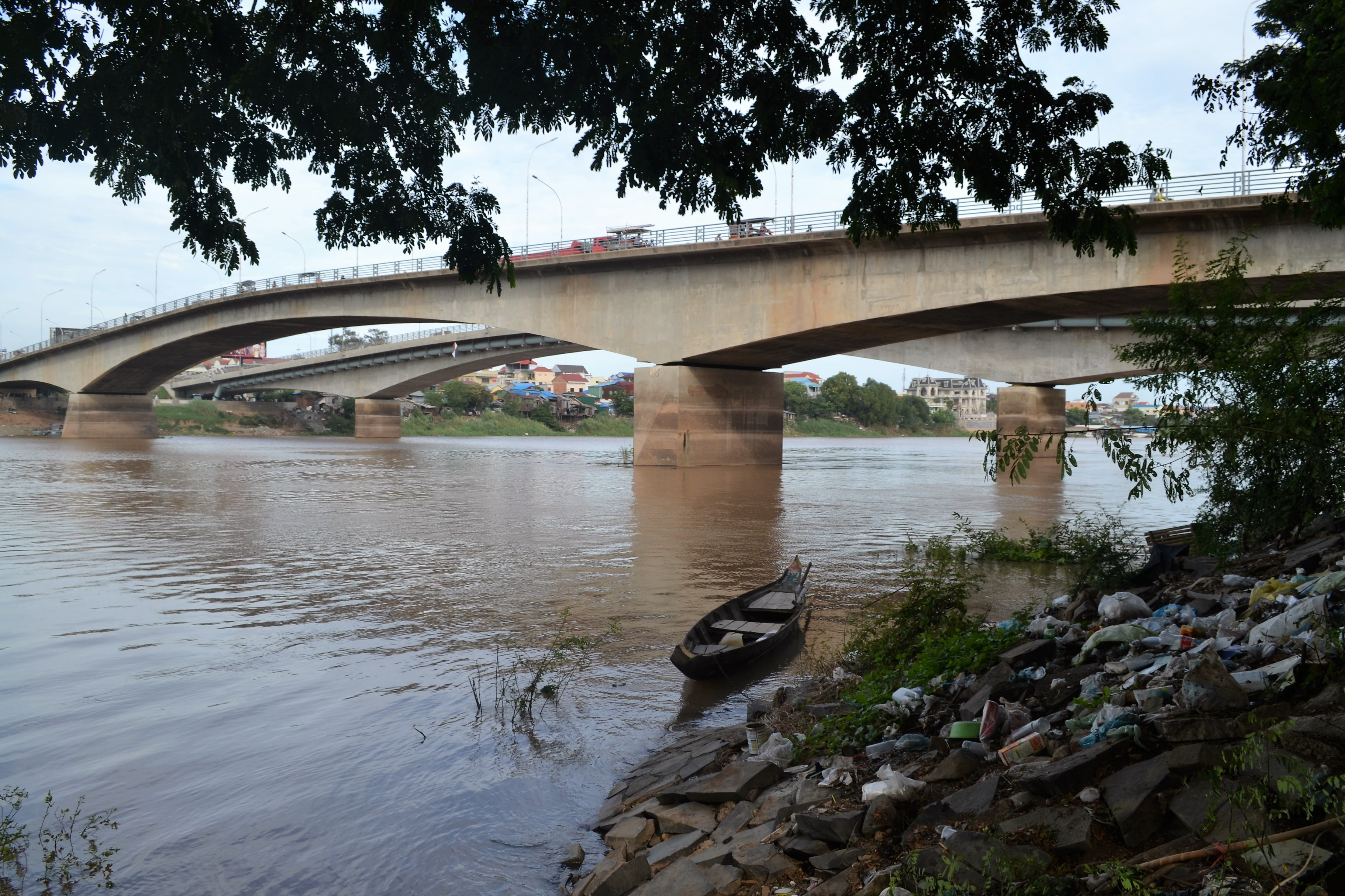
1号国道（柬埔寨）莫尼旺大桥路段

### THA

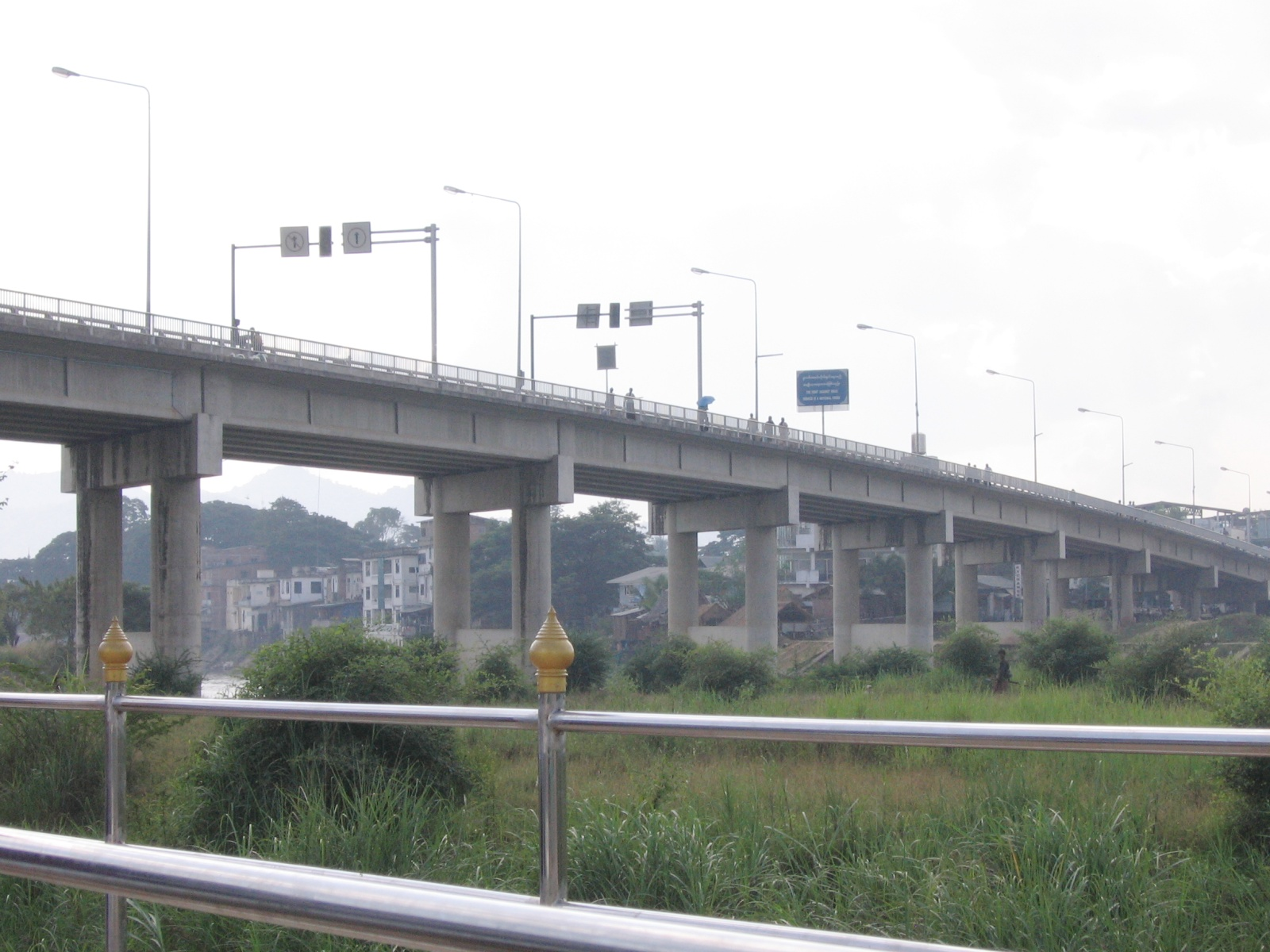
湄索-妙瓦底泰緬友誼橋

### 柬埔寨
全長575公里。
- 1號國道：巴域－金邊
- 5號國道：金邊－波貝

### 泰國
全長701公里。
- 33號公路：阿蘭雅普拉提特（英语：Aranyaprathet District）－卡賓布里（英语：Kabin Buri District）－辛空
- 1號公路：辛空－邦帕因（英语：Bang Pa-in District）
  -  1號公路分線：邦帕因－曼谷
- 32號公路：邦帕因－猜納特（英语：Chai Nat）
- 1號公路：猜納特－塔克
- 12號公路：塔克－美索

### 緬甸
全長1,650公里。
- NR8：妙瓦底－帕亞吉
- NR1：帕亞吉－密鐵拉－曼德勒－塔姆
  - NR1支線：帕亞吉－仰光

### 孟加拉
全長508公里。
- N2：塔馬比爾－錫爾赫特－卡其普爾－達卡
- N4：達卡－唐蓋爾
- N405：唐蓋爾－卡馬康達
- N704：卡馬康達－傑索爾
- N706：傑索爾－本拿波爾

（页面存档备份，存于）

### 印度
全長2,648公里。
- 國道39號：莫雷－因帕爾－柯希馬－迪馬普爾
- 國道36號：迪馬普爾－拿加翁
- 国道37號：拿加翁－奴馬里加－賈拉巴特
  - 國道37號支線：賈拉巴特－古瓦哈提
- 國道40號：賈拉巴特－錫龍－達吉
- 國道35號：培特拉波爾－巴拉沙特
- 國道34號：巴拉沙特－加爾各答
- 國道2號：加爾各答－巴喜－坎普爾－阿格拉－新德里
- 國道1號：新德里－阿德里

### 巴基斯坦
全長607公里。
- 大主幹公路：瓦加－拉合爾
- N-5國家高速公路：拉合爾－古吉蘭瓦拉－捷倫－拉瓦爾品第－白沙瓦－托克罕
- 開伯爾山口

### 阿富汗
全長1,400公里。
- A01：賈拉拉巴德－喀布爾－堪達哈－德拉蘭姆－赫拉特－伊斯蘭卡拉

### TUR

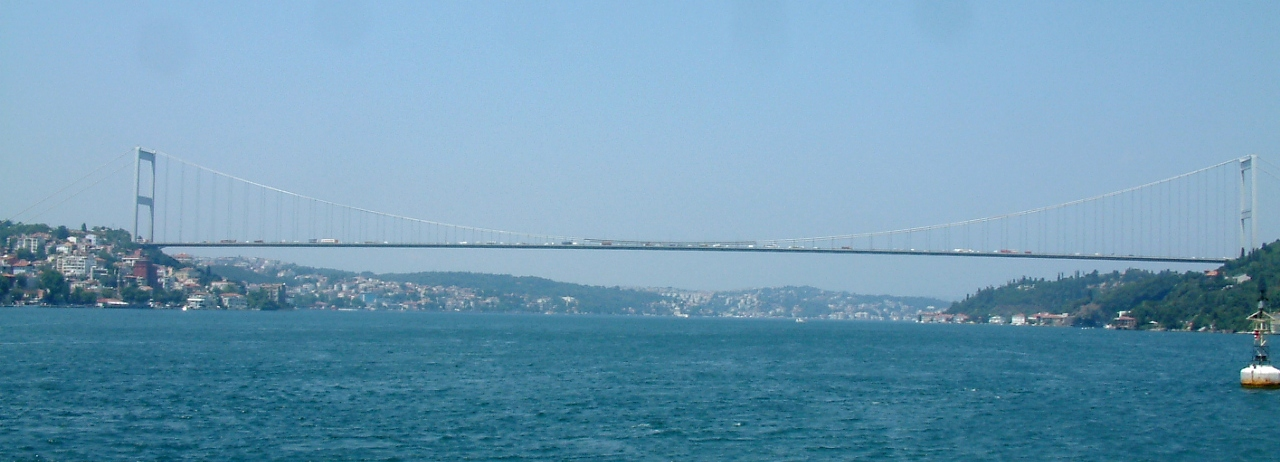
同時劃入AH1與E80路段，跨越博斯普魯斯海峽的穆罕默德二世大橋

### 伊朗
全長2,103公里。
- 36號公路：伊斯蘭卡拉－泰巴德
- 97號公路：泰巴德－杉巴斯特
- 44號公路：杉巴斯特－夏路德－達姆罕－西姆南－德黑蘭
- 2號高速公路：德黑蘭－加茲溫－大不里士
- 32號公路：大不里士－巴札岡

### 土耳其
全長1,915公里。
 欧洲E80公路（D_100）：古爾布拉克（近伊朗邊界）－多古貝雅吉特－阿斯凱勒－拉法海耶－卡伏斯
 欧洲E88公路（D_200）：卡伏斯－錫瓦斯－安卡拉
 欧洲E89公路：安卡拉－蓋雷代
 欧洲E80公路：蓋雷代－伊斯坦堡東
 欧洲E80公路：伊斯坦堡東－穆罕默德二世大橋－伊斯坦堡西
 欧洲E80公路：伊斯坦堡西－愛第尼
 欧洲E80公路（D_100）：愛第尼－卡普庫勒 - 41°43′5″N 26°21′7.7″E / 41.71806°N 26.352139°E

## 连接E80

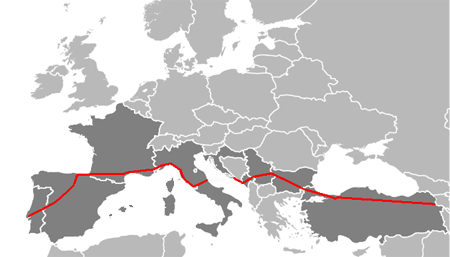
E80走向示意图

亞洲公路1號線在土耳其的路段也被標示為。在歐洲高速公路系統中，E80公路從邊界站卡皮唐安德里弗/卡普庫爾延伸至保加利亞首都索非亞，並續行經尼什（塞爾維亞）、普里斯提納（科索沃）、杜布羅夫尼克（克羅埃西亞）、佩斯卡拉、羅馬、熱那亞（以上屬義大利）、尼斯、土魯斯（以上屬法國）、布哥斯、瓦拉多利德、薩拉曼卡（以上屬西班牙）及終點站大西洋沿岸的里斯本（葡萄牙）。